# Малый Аниш
Малый Аниш — река в России, протекает по Урмарскому району Чувашии. Исток — у села Шоркистры, устье реки находится в 7,5 км по правому берегу реки Средний Аниш, у деревни Сине-Кинчеры. Длина реки составляет 29 км, площадь водосборного бассейна — 167 км².
Протекает рядом с населёнными пунктами Малые Чаки, Новое Шептахово, Чегедуево.

## Данные водного реестра
По данным государственного водного реестра России, относится к Верхневолжскому бассейновому округу, водохозяйственный участок реки — Волга от Чебоксарского гидроузла до города Казань, без рек Свияга и Цивиль, речной подбассейн реки — Волга от впадения Оки до Куйбышевского водохранилища (без бассейна Суры). Речной бассейн реки — (Верхняя) Волга до Куйбышевского водохранилища (без бассейна Оки).
Код объекта в государственном водном реестре — 08010400712112100001494.